# Neville Gertze
Neville Gertze   (Windhoek, 5 d'agost de 1966) és un diplomàtic namibià que va ser ambaixador de Namíbia a Alemanya (2009-2015) i ha estat representant permanent i ambaixador a l'Organització de les Nacions Unides a la ciutat de Nova York des del 2017.
Entre 1997 i 2003, va ser conseller i cap del departament comercial de l'ambaixada a Sud-àfrica. Més endavant, va actuar com a alt comissionat a Malàisia del 2003 al 2008, i també va exercir com a ambaixador a les Filipines i Tailàndia.